# Podsavezna nogometna liga NP Karlovac 1960./61.
| Mj. | Klub                                   | Sus.                   | Pobj.                  | Ner.                   | Por.                   | GR.                    | Bod.                   |
| --- | -------------------------------------- | ---------------------- | ---------------------- | ---------------------- | ---------------------- | ---------------------- | ---------------------- |
| 1.  | NK Vatrogasac Gornje Mekušje           | 8                      | 7                      | 0                      | 1                      | 34:6                   | 14                     |
| 2.  | NK Mladost Donje Mrzlo Polje Mrežničko | 8                      | 5                      | 0                      | 3                      | 22:17                  | 10                     |
| 3.  | NK Kamensko                            | 8                      | 3                      | 0                      | 5                      | 13:21                  | 6                      |
| 4.  | NK Mladost Rečica                      | 8                      | 2                      | 2                      | 4                      | 16:22                  | 6                      |
| 5.  | NK Omladinac Draganić                  | 8                      | 1                      | 2                      | 5                      | 5:24                   | 4                      |
| 6.  | NK Švarča Karlovac                     | odustala od natjecanja | odustala od natjecanja | odustala od natjecanja | odustala od natjecanja | odustala od natjecanja | odustala od natjecanja |
| 7.  | NK Jedinstvo Vrginmost                 | odustalo od natjecanja | odustalo od natjecanja | odustalo od natjecanja | odustalo od natjecanja | odustalo od natjecanja | odustalo od natjecanja |
| 8.  | NK Kupa Donje Mekušje                  | odustala od natjecanja | odustala od natjecanja | odustala od natjecanja | odustala od natjecanja | odustala od natjecanja | odustala od natjecanja |